# Jackson Mwanza
Jackson Mwanza (Lusaca, 6 de fevereiro de 1987) é um futebolista profissional zambiano que atua como atacante.

## Carreira
Jackson Mwanza representou o elenco da Seleção Zambiana de Futebol no Campeonato Africano das Nações de 2015.